# Karl-Heinz Losch
Karl-Heinz Losch (* 5. Dezember 1942 in Heilbronn; † 9. Februar 2012 in Heilbronn-Kirchhausen) war ein deutscher Rollkunstläufer und späterer Kommunalpolitiker (FDP).

## Leben

### Sport
Losch kam durch seine beiden älteren Schwestern zum Rollkunstlauf und begann bereits im Alter von sieben Jahren beim REV Heilbronn mit diesem Sport. Seine erste Weltmeisterschaft gewann er im Jahr 1958. Durch das Erreichen von insgesamt fünf Weltmeistertiteln galt er lange Jahre als erfolgreichster Rollkunstläufer aller Zeiten und erhielt einen Eintrag im Guinness-Buch der Rekorde. Diesen Titel teilt er seit 1989 mit dem Italiener Sandro Guerra, der ebenfalls fünf Weltmeisterschaften gewann. 1967 beendete er seine sportliche Karriere. Für den REV Heilbronn war er später ehrenamtlich tätig.

### Ausbildung, Beruf und Familie
Der aus Heilbronn-Böckingen stammende Losch machte 1962, als er bereits dreifacher Weltmeister war, am Heilbronner Justinus-Kerner-Gymnasium das Abitur. Danach machte er, neben seiner sportlichen Karriere, zunächst eine Schreinerlehre im Betrieb seiner Eltern und studierte anschließend Architektur. Nach erfolgreichem Abschluss heiratete er und konzentrierte sich von nun an auf seinen Beruf und seine Familie. Er arbeitete als freischaffender Architekt. Seine Frau Jutta, mit der er drei Söhne hatte, verstarb im Jahr 2002. Er selbst verstarb mit 69 Jahren am 9. Februar 2012.

### Engagement
Losch war seit 1971 Mitglied des Heilbronner Gemeinderats und dort 1. stellvertretender Vorsitzender der FDP-Fraktion. Er war zudem Mitglied des Bezirksbeirats von Heilbronn-Kirchhausen. Kurz vor Weihnachten 2011 wurde er vom Oberbürgermeister für 40 Jahre Zugehörigkeit im Stadtparlament geehrt.

## Rollkunstlaufergebnisse
| Wettbewerb / Jahr        | 1958 | 1959 | 1961 | 1962 | 1966 |
| ------------------------ | ---- | ---- | ---- | ---- | ---- |
| Weltmeisterschaft        | 1.   | 1.   | 1.   | 1.   | 1.   |
| Deutsche Meisterschaften | 1.   | 1.   | 1.   | 1.   | 1.   |

## Ehrungen und Preise
Karl-Heinz Losch erhielt 1961 das Silberne Lorbeerblatt. 1966 erhielt er die Goldene Münze der Stadt Heilbronn.